# Piotr Zarzycki
Piotr Paweł Zarzycki – polski chemik, dr hab. nauk chemicznych, profesor Instytutu Chemii Fizycznej PAN.

## Życiorys
W 2005 r. obronił rozprawę doktorską pt. Badania teoretyczne równowagi i kinetyki adsorpcji jonów prostych na granicy faz tlenek metalu/roztwór elektorlitu, przygotowaną pod kierunkiem dr. hab. Roberta Charmasa, a w 2013 r. habilitował się na podstawie pracy zatytułowanej Badania teoretyczne i symulacje komputerowe własności elektrostatycznych granicy faz minerał/roztwór elektrolitu. Został profesorem Instytutu Chemii Fizycznej PAN, gdzie kierował Zespołem badawczym nr 22. Pracował też w Instytucie Katalizy i Fizykochemii Powierzchni PAN.